# Галич (Словаччина)
Галич (словац. Halič) — село, громада в окрузі Лученець, Банськобистрицький край, центральна Словаччина.
Протікає Тугарський потік.

## Історія
Село виникло у XII столітті. Старі та іноземні назви села були: Гач (Gach) (1386), Галч (Galch) (1424), Гаач (Gaach) (1435), угорське Гаш (Gács). Воно стало містечком у 1765 році, а теперішня назва вживається з 1808 року.
Замок був в 1450-1451 роках в руках Яна Іскри, у 1544 року зруйнований, у 1612 був обновлений. У 1682 року його завоював Імре Текелі, у 1703 року Ференц II Ракоці, а у 1709 року імперські войська. В 1554—1594 роках був окупований турками.

### Пам'ятки
- Галицький замок (Словаччина).
- Римо-католицький костьол (1826).
- Костьол Євангелицької церкви Аугсбургського віросповідання, колишня синагога (1925).
- Колишній королівський сольовий уряд (1767).
- Мануфактура для майоліки (друга половина XVIII століття).

### Відомі особистості
- Гана Поніцка (1922 — † 2007), письменниця, публіцистка, перекладачка, громадська діячка, дисидентка.

## Населення
| Рік:            | 1994. | 2004.   | 2014.   | 2024.   |
| --------------- | ----- | ------- | ------- | ------- |
| Кількість осіб: | 1547  | 1697    | 1670    | 1656    |
| Різниця:        |       | +9,69 % | -1,59 % | -0,83 % |

| Рік:            | 2023. | 2024.   |
| --------------- | ----- | ------- |
| Кількість осіб: | 1647  | 1656    |
| Різниця:        |       | +0,54 % |